# Волкоттвілл (Індіана)
Волкоттвілл (англ. Wolcottville) — місто (англ. town) в США, в округах Нобл і Лаграндж штату Індіана. Населення — 1004 особи (2020).

## Географія
Волкоттвілл розташований за координатами 41°31′32″ пн. ш. 85°22′0″ зх. д. / 41.52556° пн. ш. 85.36667° зх. д. (41.525564, -85.366699).  За даними Бюро перепису населення США в 2010 році місто мало площу 2,63 км², уся площа — суходіл.

## Демографія
Згідно з переписом 2010 року, у місті мешкало 998 осіб у 369 домогосподарствах у складі 264 родин. Густота населення становила 380 осіб/км².  Було 434 помешкання (165/км²).
Расовий склад населення:
| - 96,0 % — білих - 0,8 % — азіатів - 0,7 % — корінних американців - 0,5 % — чорних або афроамериканців - 1,5 % — осіб інших рас |

До двох чи більше рас належало 0,5 %. Частка іспаномовних становила 1,8 % від усіх жителів.
За віковим діапазоном населення розподілялося таким чином: 29,3 % — особи молодші 18 років, 60,4 % — особи у віці 18—64 років, 10,3 % — особи у віці 65 років та старші. Медіана віку мешканця становила 33,8 року. На 100 осіб жіночої статі у місті припадало 93,4 чоловіків;  на 100 жінок у віці від 18 років та старших — 93,4 чоловіків також старших 18 років.
Середній дохід на одне домашнє господарство  становив 49 091 долар США (медіана — 44 671), а середній дохід на одну сім'ю — 52 813 долари (медіана — 46 683). За межею бідності перебувало 15,9 % осіб, у тому числі 17,4 % дітей у віці до 18 років та 15,6 % осіб у віці 65 років та старших.
Цивільне працевлаштоване населення становило 413 особи. Основні галузі зайнятості: виробництво — 46,5 %, освіта, охорона здоров'я та соціальна допомога — 19,4 %, роздрібна торгівля — 9,9 %, науковці, спеціалісти, менеджери — 7,3 %.